# Owen Wesley Siler
Owen Wesley Siler, ameriški admiral, * 10. januar 1922, Seattle, Washington, † 17. julij 2007.